# Crusaders of Might and Magic
Crusaders of Might and Magic è un videogioco action RPG sviluppato e pubblicato dalla The 3DO Company nel 1999 per le piattaforme PlayStation e PC. Esso è uno spin-off di Might and Magic, serie della New World Computing.

## Trama
Il titolo è ambientato nel mondo immaginario di Ardon, nell'universo di Might and Magic. La scena iniziale mostra un piccolo villaggio nelle Lowlands di Fairfield bruciato dalla Legione dei Caduti, un esercito di non morti al comando di Necros, un famoso negromante che ha venduto la sua anima agli dei oscuri in cambio di un potere magico senza pari. Un giovane ragazzo di nome Drake sfuggì accidentalmente al massacro e fuggì nella foresta di Duskwood, dove vagò per molti anni, desideroso di distruggere i non morti per vendicare i suoi abitanti. Mentre si accampava lungo il cammino, Drake fu improvvisamente attaccato da un gruppo di Ogre; fortunatamente, l'eremita cieco Nomandi venne in suo soccorso e lo prese persino come suo discepolo, insegnandogli le arti marziali per i successivi anni.
La prima parte giocabile della versione PlayStation si svolge a Stronghold, dopo che Drake viene catturato dagli Shambler, non morti di rango inferiore. Drake fugge da Stronghold con l'aiuto di Celestia, Lady Archon della Cittadella, e viene reclutato tra i coraggiosi crociati sotto il suo comando. Durante il suo viaggio verso Corantha, la città dei Nani, Drake stringe un patto con il Principe Dain Stonefist per eliminare i ribelli che attaccano la città dall'interno, solo per scoprire che il fratello di Dain, Tor, è un lacchè della Legione. Durante il suo viaggio verso Duskwood, Drake recupera lo scettro di Corantha del Reggente dagli Ogre con l'aiuto degli insettoidi Dasher e del loro leader Tamris.
Al suo ritorno a Corantha, Drake scopre che gli Elementali della Terra si sono risvegliati mentre Dain e Tor sono entrambi fuori dalla vista, e che gli Ironpicks continuano a combattere gli Stonefists. Drake decide di addentrarsi nelle profondità delle miniere e sconfiggere l'apparizione di Re Aiden, il padre di Dain, recentemente assassinato, che torna improvvisamente in vita grazie a un'evocazione, tornando per salvare il Principe e determinato a combattere l'esercito di non morti fino alla fine nel nome di Corantha. Al suo ritorno alla Cittadella, Drake riceve l'incarico di recuperare un talismano chiamato Stella di Erathia dai ghiacciai a nord per contribuire allo sforzo bellico. Una volta lì, torna a Duskwood per affrontare la Legione di demoni nei tunnel infestati dalle larve sotto la foresta, distruggendo con successo le linee di rifornimento di Necros. Con la vittoria in pugno, torna di corsa alla Cittadella, supportando i crociati di Celestia e i nani nell'assedio finale per distruggere la fortezza della Legione.
Al suo arrivo, Drake incontrò Celestia in fuga dal campo di battaglia e scoprì la scomparsa del capo dei crociati, il Capitano Ursan. Tuttavia, mentre i crociati combattevano in prima linea, Drake riuscì a infiltrarsi tra le mura di Stronghold, affrontando le forze della Legione. Ebbe finalmente la possibilità di duellare contro Necros nel suo covo nelle profondità di Stronghold, ma l'astuto evocatore era già fuggito attraverso un portale che lo collegava a un'altra dimensione, lasciando i suoi uomini a combattere contro i crociati. Drake ne uscì vittorioso ed entrò nel portale all'inseguimento. Ritrovandosi a bordo della nave da guerra galleggiante di Necros, Drake scoprì che le forze di Necros erano atterrate presso la Cittadella desolata, catturata e massacrata senza pietà dalla Legione. Drake riuscì a sfuggire all'accerchiamento nemico e a raggiungere la sala del trono di Celestia, ma non trovò traccia di Lady Archon. Entrò quindi in una camera sotterranea piena di misteriosi macchinari futuristici, trovando un ascensore che conduceva a un luogo extraterrestre. Lì, trovò Necros di fronte a un gigantesco portale interdimensionale: il Portale di Kreegan.
Necros dichiarò che Celestia desiderava il potere di Kreegan tanto quanto lui, provocando Drake e inducendolo a unirsi al duello. Invece di attaccare l'invincibile evocatore, Drake cercò semplicemente di distruggere il portale, causando una fenditura nello spazio. Drake prese di mira i pilastri esterni con le sue Gemme Esplosive, scagliando fulmini attraverso il Portale di Kreegan. Necros fu risucchiato nel portale dimensionale del Portale di Kreegan e, prima di scomparire, giurò di trovare Drake e vendicarsi. Drake, ebbro di vittoria, tornò alla Cittadella, dove assistette alla sconfitta della Legione da parte dei Crociati. Con Celestia ancora nascosta da Necros e dal suo esercito appena liberato, Drake divenne il Lord Archon della Cittadella e il nuovo leader dei Crociati.
La versione PC presenta diverse differenze. Prima di raggiungere la Cittadella, Drake è costretto ad attraversare un piccolo villaggio chiamato Cador-Sûl, assente nella versione PlayStation. Inoltre, il Principe Dain deve essere salvato dagli Ironpicks prima che Drake possa essere visto, e non c'è Tor presente. Due luoghi simili a caverne, le Catacombe e il sito di schianto dell'astronave, sono presenti solo nella suddetta versione. Ursan ha un ruolo più importante, Celestia non fugge dalla Cittadella e la battaglia finale si svolge sulla nave da guerra volante di Necros, senza alcun riferimento al Portale Kreegan.

## Modalità di gioco
Crusaders of Might and Magic presenta un sistema di gioco ibrido tra azione dinamica ed elementi RPG, con differenze significative tra le versioni PC e PlayStation. Entrambe le versioni iniziano con il protagonista Drake privo di armi, che dovrà progressivamente reperire equipaggiamento come armi bianche, scudi e oggetti magici. Il combattimento è il fulcro dell’esperienza, con un sistema di attacchi in terza persona che include combo e schivate, sebbene la versione PS non permetta rotolamenti durante gli spostamenti, a differenza della controparte PC dove il movimento rapido sfrutta angolazioni specifiche.
La progressione si basa su un sistema di esperienza: sconfiggere nemici aumenta il livello di Drake, migliorando punti vita, mana e abilità offensive. Tuttavia, la versione PS approfondisce la personalizzazione, permettendo di potenziare singole armi, incantesimi e proiettili attraverso l'uso in battaglia, mentre la versione PC limita l'evoluzione a un generico aumento di livello. Le magie, presenti in entrambe le edizioni, richiedono tempo di lancio e mana, con la versione PS che introduce talismani e rune elementali (fuoco, terra, acqua, aria) ed essenziali (spirito, mente, corpo) per potenziare armi e armature, sfruttando le debolezze dei nemici.
La struttura dei livelli varia tra le due piattaforme: la PS include luoghi come la Cittadella, progettata con elementi organici a tema conchiglia, e un sistema di New Game Plus che sblocca difficoltà aggiuntive e equipaggiamento completo al termine della campagna. La versione PC presenta ambientazioni più schematiche (come la Cittadella in stile medievale) e due dungeon esclusivi, assenti in quella PS. La gestione delle difficoltà differisce ulteriormente: la versione PS offre tre livelli che influenzano schivata e precisione dei nemici, mentre quella per PC si concentra su un bilanciamento meno stratificato. Nonostante le peculiarità, entrambe le versioni condividono una struttura basata sulle missioni con esplorazione lineare e nemici ricorrenti.

## Accoglienza
| Testata                           | Versione | Giudizio |
| --------------------------------- | -------- | -------- |
| GameRankings (media al 9-12-2019) | PS       | 60%      |
| GameRankings (media al 9-12-2019) | PC       | 53%      |
| AllGame                           | PS       | 3/5      |
| AllGame                           | PC       | 3/5      |
| CNET Gamecenter                   | PC       | 6/10     |
| Computer Games Strategy Plus      | PC       | 4.5/5    |
| Computer Gaming World             | PC       | 2/5      |
| Electronic Gaming Monthly         | PS       | 3.125/10 |
| Game Informer                     | PS       | 7.25/10  |
| GamePro                           | PS       | 3.5/5    |
| GameSpot                          | PS       | 6.7/10   |
| GameSpot                          | PC       | 5.5/10   |
| GameSpy                           | PC       | 67%      |
| IGN                               | PS       | 3/10     |
| IGN                               | PC       | 4/10     |
| Jeuxvideo.com                     | PS       | 9/20     |
| Jeuxvideo.com                     | PC       | 12/20    |
| Next Generation                   | PC       | 2/5      |
| OPM (USA)                         | PS       | 3/5      |
| PC Accelerator                    | PC       | 3/10     |
| PC Gamer (GBR)                    | PC       | 59%      |

Crusaders of Might and Magic ha ricevuto una buona dose di promozione, soprattutto perché è stato considerato come "vero 3D" e per le sue idee presumibilmente rivoluzionarie. Tuttavia, ha ricevuto recensioni contrastanti sia su PlayStation che su PC, secondo il sito web aggregatore di recensioni GameRankings. Jake the Snake di GamePro ha affermato della versione PS: "Se ti piacciono i giochi di ruolo, l'azione in terza persona e la risoluzione di enigmi, probabilmente apprezzerai Crusaders. L'azione sembrerà lenta, tuttavia, per gli avventurieri 3D più occasionali". Tuttavia, The Freshman ha affermato della stessa versione per console in un'altra recensione: "Ci sono già giochi migliori come questo su PSX, in particolare Soul Reaver di Eidos e la serie Tomb Raider. Se hai davvero bisogno di Might and Magic, giocaci sul PC di un amico. Questa traduzione non ha né la forza né l'anima per competere per il meglio su PlayStation".
CNET Gamecenter ha sottolineato come il gioco presenti un motore grafico valido, ma risulti povero di contenuti, non offrendo un valore sufficiente rispetto al costo. Computer Games Strategy Plus ha descritto il titolo come divertente ma troppo breve e facilmente dimenticabile, osservando come una maggiore varietà nei livelli, nei nemici e l'aggiunta di un editor avrebbero potuto migliorarne la longevità. Computer Gaming World ha criticato l'assenza di enigmi, dialoghi e reali decisioni di gioco, giudicando gli elementi di ruolo superficiali e poco rilevanti per l'esperienza complessiva, arrivando a definire il gioco un prodotto "tutto tecnologia e niente sostanza". EGM ha lamentato una realizzazione frettolosa e una fase di testing insufficiente, mentre Game Informer ha suggerito che il titolo possa risultare interessante solo per gli appassionati di fantasy in stile Conan, ma poco appetibile per il pubblico più ampio.
GameSpot ha evidenziato come la brevità del gioco sia quasi un punto a favore, poiché una durata maggiore avrebbe accentuato le sue numerose carenze. GameSpy ha riconosciuto la qualità grafica e alcuni effetti visivi riusciti, ma ha giudicato negativamente il bilancio complessivo, ritenendo che i difetti superino di gran lunga i pregi. IGN ha espresso un giudizio fortemente negativo, mentre Next Generation ha affermato che l'unico elemento di rilievo sia l'azione ripetitiva e un motore grafico ormai datato, consigliando il gioco solo agli appassionati più irriducibili del genere medievale. Official U.S. PlayStation Magazine ha suggerito che il motore di gioco sarebbe stato più adatto a un vero RPG piuttosto che a un'avventura 3D, consigliando comunque il titolo almeno per un noleggio. Infine, PC Accelerator ha criticato l'esecuzione del progetto, ritenendo che, nonostante le potenzialità offerte dal marchio Might and Magic, il risultato finale sia trascurabile e non all'altezza delle aspettative.